# Super-Pit-Goldmine
Die Super-Pit-Goldmine (englisch: Super Pit Gold Mine oder Fimiston Open Pit) ist ein im Tagebau betriebenes Goldbergwerk in der Region Goldfields-Esperance am Goldfields Highway am südöstlichen Ende von Kalgoorlie-Boulder, der größten Stadt im australischen Outback. Der Tagebau erstreckt sich über etwa 3,5 Kilometer Länge, 1,5 Kilometer Breite und über 600 Meter Tiefe und ist damit flächenmäßig Australiens größtes Goldbergwerk. Im Bergwerk hätte der Uluṟu ausreichend Platz. Hinsichtlich der Goldproduktion stand die Super-Pit-Goldmine 2018 in Australien nach der Boddington-Goldmine an zweiter Stelle.
Seit einem Produktionsabfall von 17 % auf 628.000 Feinunzen im Jahr 2018 gehört die Super-Pit-Mine nicht mehr zu den zehn größten Goldbergwerken der Welt.

## Betreiber, Eigentümer und Beschäftigung
Kalgoorlie Consolidated Gold Mines Pty Ltd (KCGM) betreibt die Super Pit, ein Unternehmen, das je zur Hälfte Barrick Gold und Newmont Mining gehört. Der Bergbau förderte im Jahr 2018 628.000 Feinunzen (19,5 Tonnen) Gold.
Auf dem Gelände des Bergwerks sind mehr als 550 Personen beschäftigt. Ferner hält das Unternehmen Ausbildungsprogramme für Aborigines ohne Bergwerkserfahrung und für Techniker und Lastwagenfahrer vor.

## Geschichte
Das Gebiet von Kalgoorlie-Boulder ist das traditionelle Land der Aborigines der Maduwangka.
1893 begann die europäische Besiedlung als die Iren Paddy Hannan, Dan Shea und Tom Flannagan Gold nahe am Mount Charlotte fanden, was zu einem australischen Goldrausch führte, in dessen Folge der Ort Kalgoorlie im Jahr 1903 bis auf 30.000 Einwohner anwuchs. Nach Bekanntwerden dieses Fundes drangen weitere Prospektoren in dieses Gebiet ein und im Goldfeld der heutigen Super Pit wurde erst in den späten 1890er Jahren Gold geschürft, das den Namen Golden Mile erhielt. Den Goldgräbern wurde schnell klar, dass weiteres Gold in der Tiefe lag und so entstanden zahlreiche kleine Bergwerke, die in den Untergrund hinein reichten. Die Bergwerke zu einer einzigen Mine zusammenzuführen, versuchte der Geschäftsmann Alan Bond in den 1980er Jahren, was misslang. Die Ursprünge der Super Pit liegen vermutlich im Jahr 1989 als Kalgoorlie Consolidated Gold Mines Pty Ltd mehrere Bergwerke zu einem Werk vereinte. Barrick Gold übernahm Anteile an der Super Pit im Dezember 2001, als sie die Homestake Mining Company übernahm. Newmont wurde drei Monate später ein weiterer Inhaber als es die Normandy Mining im Februar 2002 übernahm.

## Geologie
Das Bergwerk liegt in einer geologischen Formation im Bundesstaat Western Australia, dem Norseman-Wiluna Greenstone Belt.
Die goldführenden Adern des Bergwerks entstanden aus einer Reihe von steilen Abscherungen des massiven Gesteins, des sogenannten Golden Mile Dolerit. Der hiesige Dolerit, der das goldhaltigste Material in ganz Australien führt, besteht aus mehr als 2000 Adern, die sich 5 Kilometer lang und 2 Kilometer breit und 1 Kilometer tief erstrecken. Die Erzadern sind unterschiedlich groß, abgebaut werden allgemein nur die Adern, die mindestens zehn Meter lang und sechs Meter breit sind.
Das Gestein, in dem die Goldadern liegen, ist ein zertrümmerter tholeiitischer Gabbro. Abhängig von der Mineralkonzentration sind in den Vulkanschloten Pyroxen, Olivin, Plagioklas, Ilmenit und hohe Quarzkonzentrationen in granophyrischen Gesteinen entstanden. Diese Verbindungen intrudierten vor 2,675 Milliarden Jahren in aus Hornblende, Plagioklas und Quarz bestehende Schlote. Diese Schlote sind gleichen Alters und ihr Inhalt von gleicher Gesteinszusammensetzung, daneben gibt es kleine Schlote aus Lamprophyr.
In einem eng begrenzten Gebiet von wenigen Kilometern ereigneten sich vor 2,67 Milliarden Jahren mehrere Verwerfungen. Dabei teilte sich die Golden-Mine-Verwerfung in eine östliche und in eine westliche Zone auf, die goldführenden Erzadern stürzten steil ab. Die Hauptadern führen nach Nordwesten, überschneidende Adern verlaufen in nordnordwestlicher und Gegenadern in westnordwestlicher Richtung.
Die Mineralisation fand innerhalb der brekzierten Adern statt, die Minerale wurden durch die stattfindende Foliation blätterförmig geprägt. Des Weiteren kam es zur Alteration, der Umwandlung von Mineralen in einem Gestein zu Sekundärmineralen. Die entferntesten Zonen der Verwerfung beinhalten Chlorit-Kalzit. Wenige Meter von den Schloträndern entfernt wurden Chlorit und Kalzit durch Serizit und eisenreiche Karbonate ersetzt. Die am stärksten alterierten Gesteine enthalten Siderit und vanadiumreiches Serizit, aber kein Chlorit. Die am geringsten alterierten Gesteine enthalten Hämatit und Anhydrit.
Auf dem Minengelände werden auch Erzminerale wie Pyrit und Kupferkies gefunden, dazu geringe Mengen Sulfide, Silber-Telluride, Quecksilber, Blei und Gold. Das Erz ist allgemein schwierig zu schmelzen. In den goldhaltigen Ablagerungen sind etwa 30 % Gold, 25 % Gold-Telluride, 35 % Gold in Pyrit und 10 % feinverteiltes Gold in Pyrit enthalten, das nicht mit dem Auge erkennbar ist. In den Adern können die Goldanteile hunderte oder tausende von Gramm je Tonne erreichen. Im Durchschnitt werden allerdings lediglich 2,5 Gramm je Tonne Gestein erreicht.

## Bergwerksbetrieb

Goldminen in der Region von Kalgoorlie

Das Gestein im Bergwerk wird in konventioneller Technik angebohrt, anschließend die Bohrlöcher mit Sprengstoff gefüllt und gezündet. Jedes Jahr werden 15 Millionen Tonnen Gestein nach der Sprengung mit Baggern, die 60 Tonnen Gestein heben und Großraum-Muldenkippern von 225 t Ladekapazität bewegt. Jeden Tag werden 240.000 Tonnen transportiert. Das Erz wird zur Fimiston- und zur Gidji-Anlage transportiert. Vor der eigentlichen Goldgewinnung wird das Erz zerkleinert.
Das Bergwerk wird an 365 Tagen im Jahr im Zweischicht-System zu 12 Stunden betrieben.

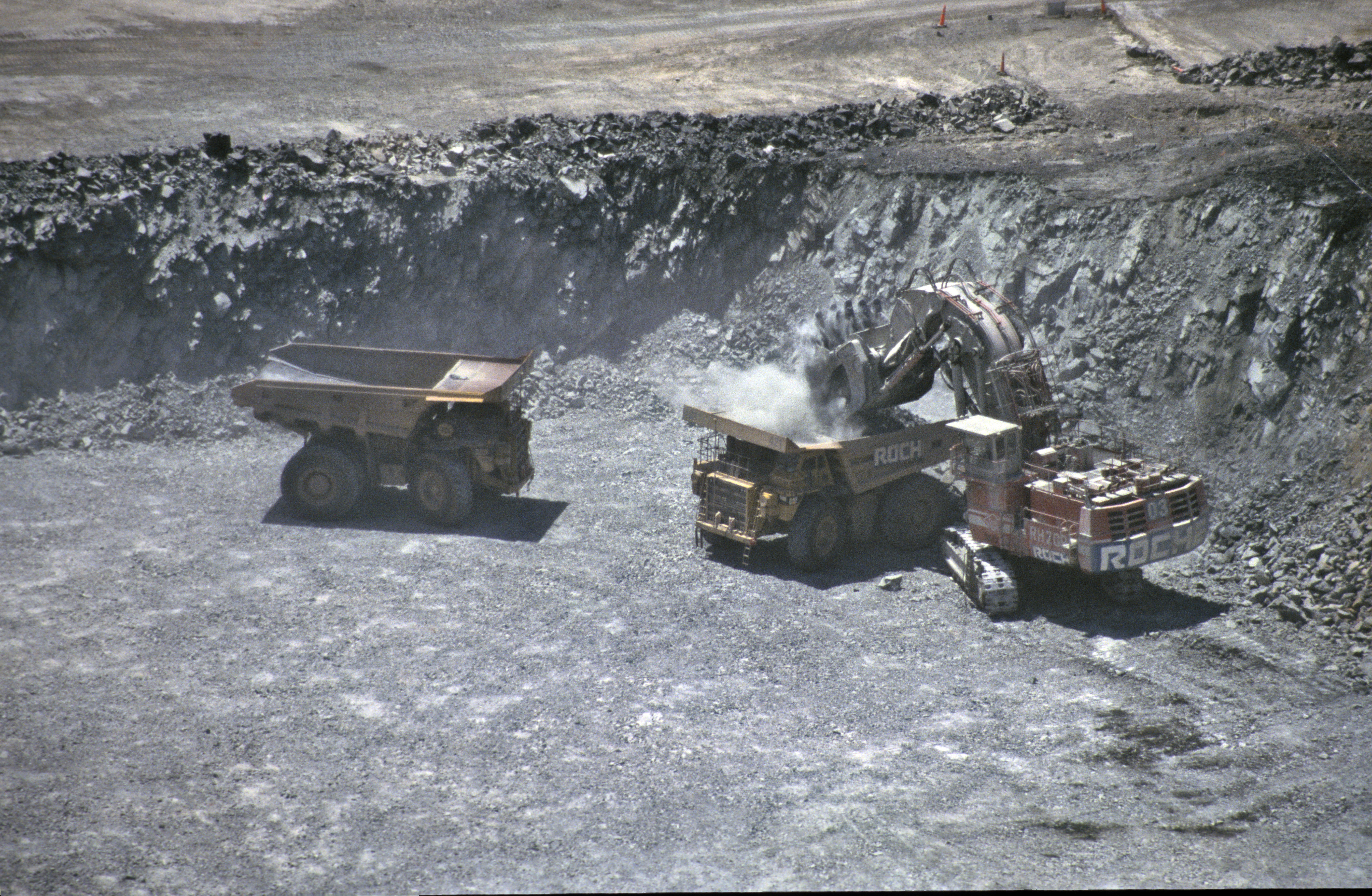
Beladen der Muldenkipper mit einem Schaufelbagger
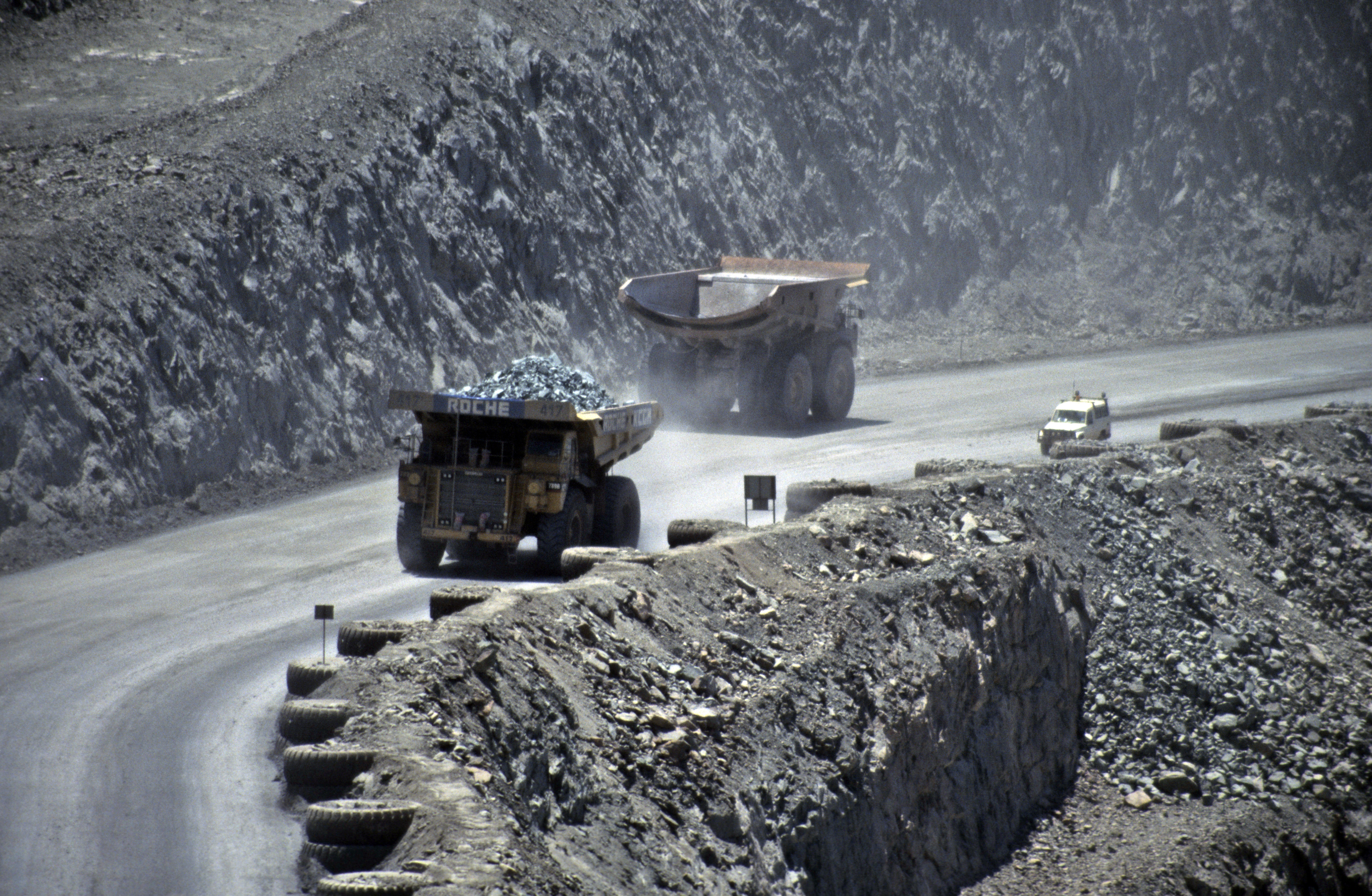
Muldenkippertransport
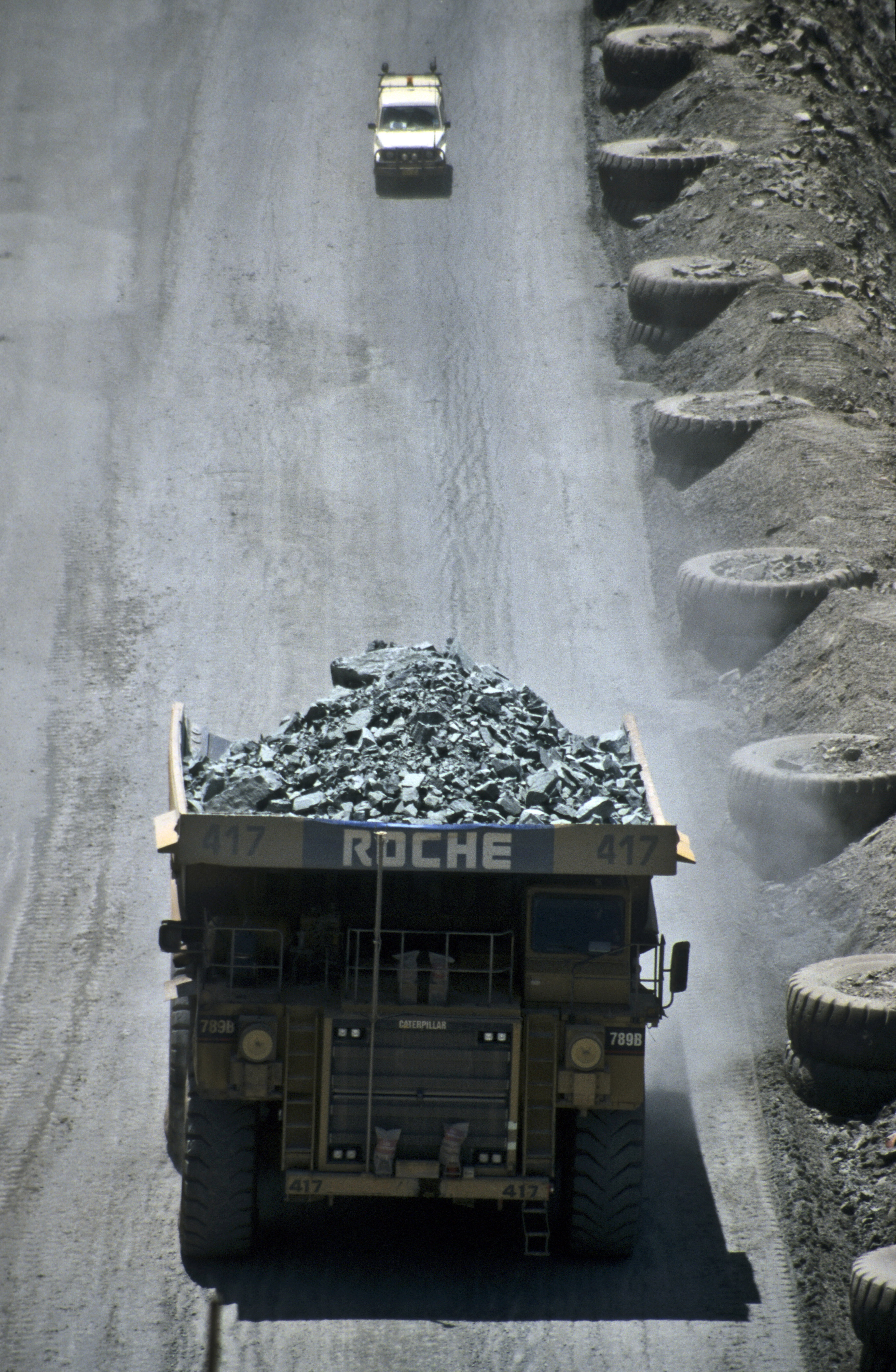
Ein einzelner beladener Muldenkipper
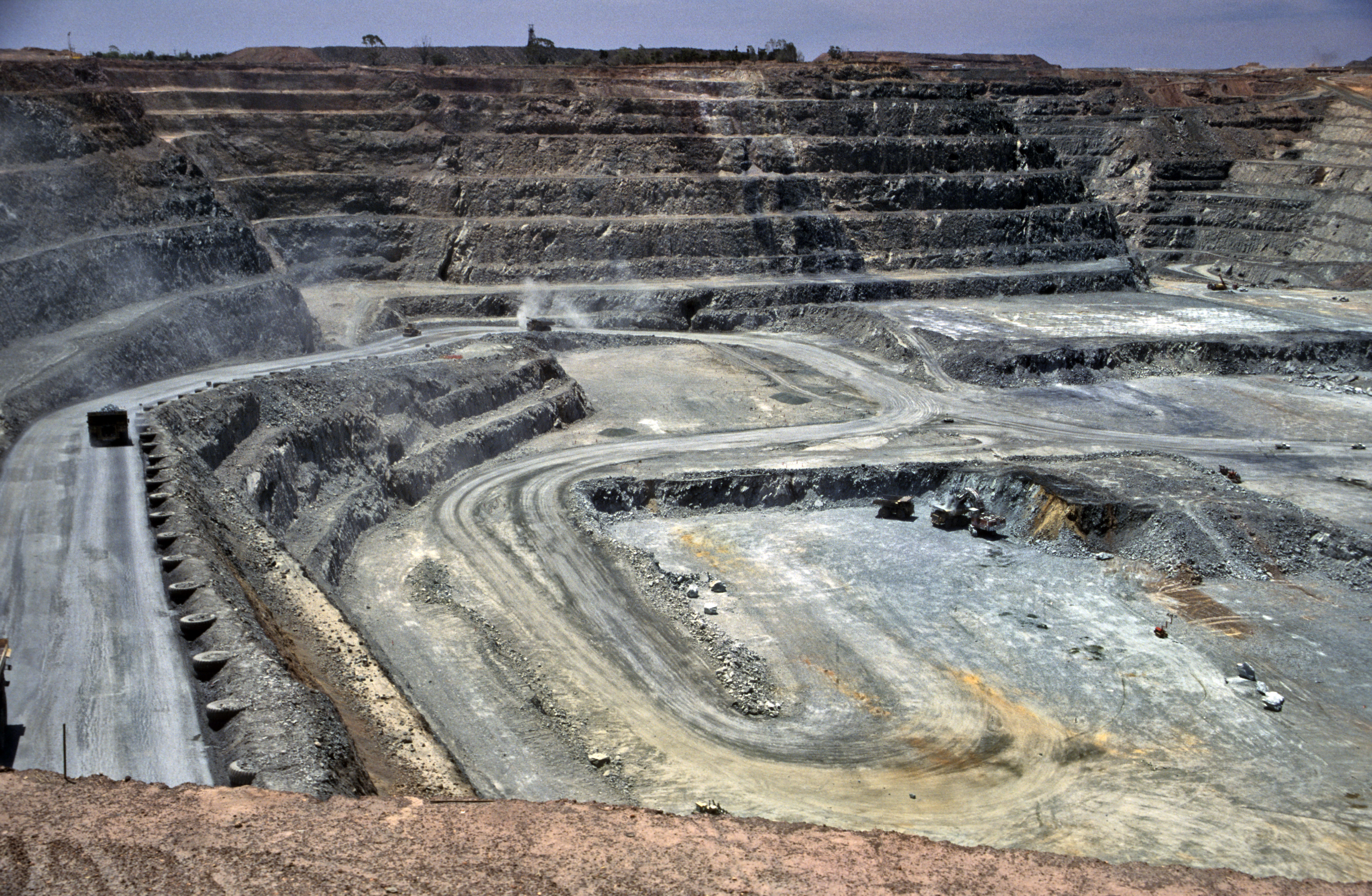
Blick auf eine tiefgelegene Abbauebene
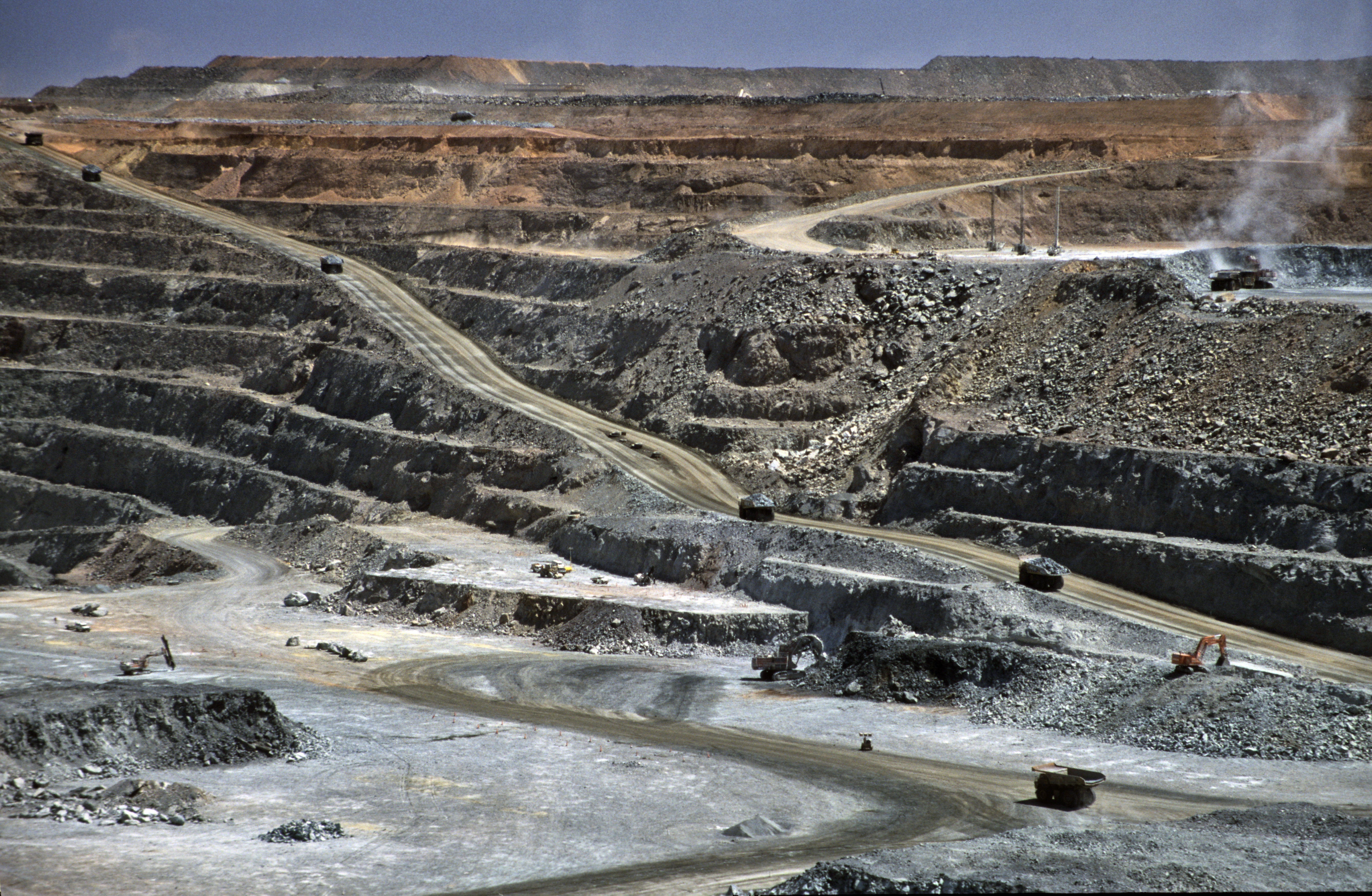
Blick in das Innere des Bergwerks

## Goldgewinnung und Umwelt
Zerkleinern, Mahlen und Aufschäumen des Erzes und die Gewinnung des Goldes finden in der Fimiston-Anlage statt, der Prozess wird in der Gidji-Anlage fortgesetzt.
Die Goldeinlagerungen mit Telluriden und im Pyrit im Gestein sind außergewöhnlich. Um das Gold zu gewinnen, muss das Gestein zuerst zermahlen werden. Anschließend wird es einem Flotationverfahren unterzogen, um das goldhaltige Pyritkonzentrat zu erzeugen. Dieses wird in einem kleinen Schmelzer außerhalb von Kalgoorlie-Boulder geschmolzen, um das Gold von Tellurid zu befreien.
Die Trennung von Gestein und Gold geschieht durch Schwerkraft und das Carbon-In-Leach-Verfahren. Die Aufbereitung des Gesteins erfolgt in diesem Verfahren nach Zerkleinerung des Gesteins, Flotation und Cyanidlaugung unter Beteiligung von Aktivkohle.
Im Prozess der Cyanidauslaugung wird Gold chemisch in hochgiftigen Sickerwässern gebunden. Nach Filtration und Ausfällung entsteht brauner Schlamm, aus dem nach Waschen und Trocknen durch Reduktion Rohgold wird. In diesem Prozess entstehen Blausäure und Cyanide, die trotz Wiederverwendung der Lauge in die Umwelt entweichen können. Alle in diesem Prozess entstehenden Stoffe sind giftig. Diese werden zwar leicht in der Natur zersetzt und abgebaut, dennoch können die entstehenden großen Abraumhalden und Cyanid-Stäube durch Wind und Wasser unkontrolliert verteilt werden, Giftstoffe unkontrolliert in die Umwelt gelangen und schwere ökologische Schäden verursachen.

### Produktionszahlen
Produktionszahlen nach Jahren:
| Jahr    | Produktion    | Anteil   | Kosten je Unze |
| 1998–99 | 718.554 Unzen | 2,37 g/t | US$ 236        |
| 2000    | 715.164 Unzen | 2,27 g/t | A$ 325         |
| 2001    | 616.344 Unzen | 2,14 g/t | A$ 397         |
| 2002    | 720.050 Unzen | 1,73 g/t | A$ 222         |
| 2003    |               |          |                |
| 2004    |               |          |                |
| 2005    |               |          |                |
| 2006    |               |          |                |
| 2007    | 628.000 Unzen | 1,53 g/t |                |
| 2008    | 612.000 Unzen | 1,56 g/t |                |
| 2009    | 690.000 Unzen |          | US$ 609        |
| 2010    |               |          |                |

## Tourismus
Das Bergwerk kann täglich von 7 bis 19 Uhr besichtigt werden. Sprengungen können von einem Aussichtspunkt am Goldfields Highway in Boulder beobachtet werden.

## Trivia
Im Film Son of a Gun überfallen die Protagonisten die Mine, um eine große Menge Gold zu erbeuten.